# Lublin
 Ikke at forveksle med Lubin.
Lublin [lublin] (litauisk: Liublinas, jiddisch: לובלין, tr. Lublin, ukrainsk: Люблін, tr. Liublin) er med 334.681(2021) indbyggere den niendestørste by i Polen og hovedstaden i voivodskabet lubelskie med en befolkning på 350.392(2009). Lublin ligger omkring 150 km sydøst for Warszawa og er den største polske by øst for floden Wisła. Lublin var kandidat til titlen som europæisk kulturhovedstad i 2016.

## Historie
Den første permanente bosættelse i Lublin-området blev grundlagt i den tidlige middelalder, men arkæologiske fund viser meget længere tilstedeværelse af forskellige kulturer i området. De ældste, mest betydningsfulde fund er fra 500-tallet på en bakke beliggende i en forstad til Czwartek (dansk: ~ torsdag, sandsynligvis en henvisning til markedsdagen i bebyggelsen). Det er sandsynligt, at de omkringliggende bakker, specielt den gamle bydel, også var beboet på dette tidspunkt. I 900- og 1000-tallet udviklede Czwartek-beboelsen sig til et vigtigt handelscenter. Placeringen af Lublin i Polens østlige grænseområde gav byen militær betydning. Den første borg på stedet kan være bygget så tidligt som i 700-tallet, eventuelt på slotsbakken. Ved slutningen af 900-tallet var der med sikkerhed et betydeligt fæstningsværk på stedet. Da slottet udvidedes, blev den gamle bybakke tæt på slottet centrum i bebyggelsen, og Czwartek-markedet faldt i betydning. Slottet blev sæde for en kastellan (dansk: ~ borggreve, polsk: Kasztelan), der første gang er nævnt i historiske kilder fra 1224, men sandsynligvis allerede beboede slottet fra starten af 1100-tallet eller måske endda fra 900-tallet. De ældste historiske dokumenter, der omtaler Lublin, stammer fra 1198, så navnet må have være brugt bredt tidligere.
Byen var et mål for angreb fra tatarer, rutenere, yotvingere og litauere og blev lagt i ruiner en række gange. Lublin fik byrettigheder i 1317 og Kasimir III, der indså byens strategiske betydning og befæstede Lublin med et muret slot og ringmur om byen i 1341.
I 1392 fik byen et vigtigt handelsprivilegium af kong Vladislav II, og med freden mellem Polen og Litauen udviklede Lublin sig til et stort handelscenter for handelen mellem de to lande. I 1474 blev området omkring Lublin samlet i Lublin voivodskab. I 14- og 1500-tallet voksede byen hurtigt. Markeder i den polsk-litauiske realunion blev afholdt i Lublin. I løbet af 1500-tallet afholdtes flere samlinger af Sejm i Lublin. Den 26. juni 1569 afholdtes en de de vigtigste samlinger af Sejm, der med underskrift af Lublinunionen proklamerede den polsk-litauiske realunion.
Nogle forfattere og kunstnere, der deltog i "den polske renæssance", (sent 1400-tal til sent 1500-tal), boede og arbejdede i Lublin, herunder Sebastian Klonowic og Jan Kochanowski, som døde i Lublin i 1584. I 1578 blev "Trybunał Koronny" (dansk: ~ Kroneretten), den højeste domstol i regionen Lillepolen, oprettet i byen.
Siden anden halvdel af 1500-tallet voksede reformationen frem i Lublin. En stor forsamling af "Bracia polscy" (dansk: ~ polske brødre), en antitrinitaristisk bevægelse, var i byen. Et af Polens vigtigste jødiske samfund blev oprettet i Lublin omkring dette tidspunkt. Samfundet fortsatte med at være en vigtig del af byens liv, indtil det ophørte med at eksistere under nazisternes holocaust. Mellem 1580 og 1764 afholdtes "det jødiske råd for fire lande" (jiddisch: ועד ארבע ארצות, tr. Arba Aracot) i Lublin (de fire lande var: Storpolen, Lillepolen, Ruthenien og Volhynien). 70 delegater fra de lokale jødiske samfund mødtes for at diskutere skattespørgsmål og andre vigtige spørgsmål for de jødiske samfund.
Studerende kom til Lublin fra hele Europa for at studere på yeshivaen, en gymnasielignende, religiøs skole. Yeshivaen blev et centrum for studier af både Talmud og Kabbala. De mange studerende førte til, at byen blev kaldt det "jødiske Oxford", den "Rosh yeshiva" (dansk: ~ lederen af yeshivaen) fik på kongens dekret titel af rektor og samme rettigheder som rektorer på de øvrige polske universiteter i 1567.
I 1600-tallet oplevede byen tilbagegang på grund af en russisk-ukrainsk invasion i 1655 og en svensk invasion under Karl X Gustavs polske krig 1655-1660, kaldet Syndfloden i Polen-Litauen. Efter Polens tredje deling i 1795 tilfaldt Lublin det østrigske imperium, fra 1809 underlagt Hertugdømmet Warszawa, og fra 1815 en del af Kongrespolen under det Russiske Kejserrige. I begyndelsen af 1800-tallet gennemførtes en række moderne byudviklinger med nye torve, gader og offentlige bygninger. I 1877 anlagdes en jernbane, der forbandt Warszawa og Kovel, Volyn oblast, Ukraine, og Lublin station blev bygget. Jernbanen understøttede den industrielle udvikling i byen. Lublins befolkning voksede fra 28.900 i 1873 til 50.150 i 1897 (inklusive 24.000 jøder).
Det russiske styre sluttede i 1915, da byen blev besat af de tyske og østrig-ungarske hære. Efter Centralmagternes nederlag i 1918 havde den første regering i det uafhængige Polen kort tid sæde i Lublin. I mellemkrigsårene fortsatte byen med at udvikle sig, befolkningstallet voksede, og vigtige industrivirksomheder blev etableret, herunder den første flyfabrik i Polen, som senere blev nationaliseret. Det katolske universitet i Lublin blev grundlagt i 1918, og byen havde et levende jødisk samfund, der udgjorde omkring 40% af befolkningen.
Efter den tyske invasion af Polen i 1939 befandt byen sig i Generalguvernementet. Under den tyske besættelse var byens befolkning udsat for omfattende undertrykkelse, specielt de mange jødiske indbyggere. Tyske planer var rettet mod at germanisere Lublin og befolkede byen med 20-25% etniske tyskere mod 10-15% i 1939. I nærheden af Lublin, blev en koncentrationslejr oprettet, kendt som "Lublin reservatet", der senere blev en del af koncentrationslejren Majdanek.
Byen fungerede som tysk hovedkvarter for Operation Reinhardt, Nazi-tysklands største indsats for at udrydde jøderne i det besatte Polen. Lublin jødiske befolkning blev tvunget ind i Lublin Ghetto etableret i Podzamcze området. De fleste af ghettoens indbyggere, omkring 26.000, blev deporteret til Bełżec udryddelseslejr mellem den 17. marts og 11. april 1942. Resten blev flyttet til faciliteter omkring Majdanek, en stor koncentrationslejr etableret i udkanten af byen. De fleste af dem blev dræbt ved krigens slutning. Efter krigen genopbyggede de få jøder, der overlevede i skjul eller ved at flygte til sovjetisk territorium, et lille, jødisk samfund i byen, som hurtigt blev ubetydeligt, da de fleste jøder udvandrede til Israel og Vesteuropa umiddelbart efter krigen. Majdanek og fængslet etableret i Lublin slot fungerede også som vigtigt center for terrorforanstaltningerne vendt mod den ikke-jødiske befolkning i Lublin og det omkringliggende område.
Den 24. juli 1944 blev byen indtaget af den sovjetiske hær og blev midlertidig hovedstad i det sovjetisk-befriede område under ledelse af Polens provisoriske regering: det Polske Udvalg for National Befrielse. Hovedstaden blev flyttet til Warszawa i januar 1945. Efterkrigstidens Lublin fortsatte med at vokse, tredoblede befolkningen og udvidede området. Et betydeligt videnskabeligt forskningsarbejde blev grundlagt omkring det nystiftede Maria Curie-Skłodowska Universitet, og en stor bilfabrik (FSC) blev etableret i byen.
I juli 1980 begyndte arbejderne i Lublin og nærliggende Świdnik som de første i den bølge af massestrejker rettet mod den polske regering, som i sidste ende førte til Solidarność. Den første strejke begyndte den 8. juli i WSK fabrikken i Świdnik og spredte sig hurtigt til andre fabrikker i Lublin og området omkring. Jernbanen og trafikken gik i stå. I sidste ende sluttede 50.000 arbejdere på 150 fabrikker sig til strejken. De strejkende besatte fabrikkerne og stillede krav om forbedring af deres økonomiske situation. De stillede også politiske krav, blandt andet nyvalg til ledelsen af fagforeningerne, afvikling af privilegier for det kommunistiske parti og reduktion af bureaukratiet på fabrikkerne. Strejkerne varede to uger og ophørte fredeligt efter økonomiske indrømmelser til arbejderne. Efterfølgende spredte strejkerne sig til Gdańskområdet i august 1980. Strejkerne dér resulterede i oprettelsen af Solidarność.

## Økonomi
Lublin-regionen havde den laveste BNI per indbygger i Den Europæiske Union, indtil Bulgarien og Rumænien blev medlemmer i 2007 (BNI var 32% af EU-gennemsnittet i 2002). Området er en del af det østlige Polen, der har haft mindre gavn af den økonomiske omstilling efter 1989 end andre regioner i Polen placeret tættere på Vesteuropa. Selvom levestandarden i byen Lublin er betydeligt højere end i området omkring, er byens relativt dårlige økonomiske resultater tæt knyttet til fattigdommen i oplandet.
Fabrikker bygget under det tidligere styre har kørt dårligt under den nye markedsøkonomi. Den store bilfabrik FSC (Fabryka Samochodów Ciężarowych) syntes at have en lysere fremtid efter at være blevet overtaget af den sydkoreanske Daewoo-koncern i begyndelsen af 1990'erne. Med Daewoo økonomiske problemer i 1998 kollapsede FSCs produktion næsten, og fabrikken risikerede konkurs. Bestræbelserne på at genoptage varevognsproduktionen lykkedes, da motorleverandøren købte selskabet for at undgå at miste den vigtigste kunde. Med nedgangen i den industrielle produktion i Lublin er byens økonomi blevet orienteret mod serviceerhvervene. I øjeblikket er den største arbejdsplads Maria Curie-Skłodowska Universitet (UMCS).
Priserne på jord og andre investeringer er lavere end i det vestlige Polen, og Lublin-området er en af de største modtagere af EU-midler. På en konference som Ministeriet for Regional Udvikling afholdt faldt følgende udtalelse:
| Citat                                   | De umiddelbare finansielle udsigter for årene fra 2007 til 2013 viser, at vi vil være en af de største modtagere af EU-midler - hver femte Euro vil blive brugt i Polen. I alt vil vi have 120 milliarder € til vores rådighed. ... Dette beløb vil være et enormt boost for vort land | Citat |
| Jerzy Kwiecinski, viceudenrigsminister. | |       |

I september 2007 underskrev statsministeren et lovforslag, som skaber en særlig økonomisk investeringszone i Lublin, der tilbyder skattelettelser. Det er en del af "Park Mielec" – den europæiske økonomiske udvikling område. Mindst 13 store selskaber havde erklæret, at de ønsker at investere her f.eks. Carrefour, Comarch, SAFO, Asseco, Aliplast, Herbapol og Perla Browary Lubelskie. Samtidig er det besluttet, at energigiganten Polska Grupa Energetyczna, som vil bygge Polens første atomkraftværk, skal have sit hovedsæde i Lublin.
Nye indkøbscentre bygget i Lublin er Lublin Plaza og Galeria Gala, det største indkøbscenter i byen, der dækker 33.500 kvadratmeter. Lignende investeringer er planlagt for den nærmeste fremtid, såsom Park Felin (Felicity) og et nyt galleri ("Alkymi") mellem gaderne Świętoduska og Lubartowska.

## Venskabsbyer
Lublin er venskabsby med:
| - Pernik, Bulgarien - Windsor, Canada - Nykøbing Falster, Danmark - Nancy, Frankrig - Tilburg, Holland - Brest, Hviderusland - Rishon LeZion, Israel | - Panevėžys, Litauen - Viseu, Portugal - Alcalá de Henares, Spanien - Lancaster, Storbritannien - Trabzon, Tyrkiet - Münster, Tyskland - Delmenhorst, Tyskland | - Ivano-Frankivsk, Ukraine - Luhansk, Ukraine - Lutsk, Ukraine - L'viv, Ukraine - Starobilsk, Ukraine - Debrecen, Ungarn - Erie, USA |